# 懷特沃特鎮區 (密歇根州)
懷特沃特鎮區（英語：Whitewater Township）是位於美國密歇根州大特拉弗斯縣的一個行政鎮區。

## 地方資料
懷特沃特鎮區的面積為138.80平方千米，當中陸地面積為123.90平方千米，而水域面積為14.90平方千米。根據2020年美國人口普查的數據，當地共有人口2688人，而人口密度為每平方千米19.37人。